# Six Jours de Perth
Les Six Jours de Perth sont une course cycliste de six jours disputée à Perth, en Australie. Quatre éditions ont lieu de 1961 à 1964, puis une ultime édition en 1989.

## Palmarès
| Année   | Vainqueur                     | Deuxième                           | Troisième                      |
| ------- | ----------------------------- | ---------------------------------- | ------------------------------ |
| 1961    | Peter Panton Klaus Stiefler   | John Green John Young              | Bill Lawrie Barry Waddell      |
| 1962    | Ronald Murray Enzo Sacchi     | Warwick Dalton Jens Sørensen       | Ronald Grenda Sydney Patterson |
| 1963    | Ian Campbell Barry Waddell    | Giuseppe Ogna Laurie Tognolini     | Stan Baker John Young          |
| 1964    | Sydney Patterson John Young   | Leandro Faggin Ferdinando Terruzzi | Ron Baensch Jens Sørensen      |
| 1965-88 | Non-disputés                  |                                    |                                |
| 1989    | Kim Eriksen Michael Marcussen | Nick Barnes Glenn Clarke           | Brett Dutton Clayton Stevenson |